# Господин Муфљуз
Господин Муфљуз (енгл. Mr. Bogus) америчка је анимирана серија, створена од стране Волтрона Питер Кифа. Режисер, Том Бертонм, и продуцент серије Клаудиа Бертон, створили су серију радећи за Зодијак ентертајмент. Емитовање је 29. октобра 1993, а завршило се 31. децембра 1996. године. Заснована је на француско-белгијском анимираном серијалу кратких филмова названом Богус. Свака епизода је подељена у два различита дела, од којих један користи углавном традиционалну анимацију, а други рачунарску. Локализовано је 96 од 300 оригиналних филмова из Богуса. Ликови су често обилазили кухињски пулт са разним авантурама са обичним кућним предметима.

## Радња

### Потпуно анимирана верзија
У потпуно анимираној верзији, господин Муфљуз је жуто биће, налик на гремлина, које живи у зидовима предграђа Томија било кога, наизменично стварајући проблеме и/или их несвесно решавајући. Понекад Муфљузове авантуре у свом свету, Муфљузленду, створе алтернативну димензију изобличене перспективе, базиране на радњи серије. Муфљуз се често сусреће са страховитим прашинарима.

### Делимично анимирана верзија
Делимично анимирана верзија је серијал кратких филмова који су локализоване верзије неколико епизода француско-белгијске серије кратких филмова из 1990. године под називом Богус и служе као увод у међусценске паузе. Првобитно су их произвели Антине 2, Ај-Си алигатор филм и Чин чин продакшнс, а креирали Мишел Дурију и Жислејн Хонор. Они су први пут емитовани 30. октобра 1990. године. Настало је 300 епизода, али само су 144 потпуно-анимиране верзије локализоване.
У својој оригиналној радњи из 1990. године, власник куће се пробудио уз помоћ будилника, попио кафу, узео кључеве и отишао на посао. Међутим, за време његовог одсуства, кућа није била празна. Измишљени, комични жути лик је био присутан у кући. Он неспретно открива свет око себе у различитим просторијама куће (као што су купатило и поткровље).
У локализованој верзији из 1993. године, оригинална гласовна постава и музика у позадини су промењене са Кам Кларкову у главној улози и инструменталном верзијом оригиналне уводне шпице.

## Приказивање широм света
| Држава            | Назив              | ТВ канал        |
| ----------------- | ------------------ | --------------- |
| Саудијска Арабија | مستر بوغس          |                 |
| Хрватска          | Majstor Fantaz     |                 |
| САД               | Mr. Bogus          | Синдикација     |
| Француска         | Mr. Bogus          | Canal J         |
| Немачка           | Jetzt kommt Bogus! | Kabel Eins      |
| Грчка             | Κος Μπόγκους       | ANT1            |
| Израел            | מר בלופר           | Arutz Hayeladim |
| Јужна Кореја      | 보거스는 내 친구   | MBC C&I         |
| Пољска            | Pan Boguś          | Tele 3, TVP3    |
| Бразил            | Mr. Bogus em Ação' | ВХС             |
| Португалија       | Sr. Bogus          |                 |
| Русија            | Мистер Богус       | ТВ6 Москва      |
| Србија            | Господин Муфљуз    | Happy TV        |
| Шведска           | Mr Bogus           | TV3             |